# Jaguar I-Pace eTrophy
A Jaguar I-PACE eTROPHY egy elektromos autóverseny-sorozat amely a Formula–E betétfutamaiként indult a 2018–2019-es szezonban.

## Áttekintés

### Története
A sorozat érkezését 2017. szeptember 12-én jelentette be a Frankfurt Autoshown a Jaguar Racing elnöke, Gerd Mäuser és a Formula–E akkori vezérigazgatója, Alejandro Agag. 2020 májusában hivatalosan bejelentették, hogy bizonytalan időre megszüntetik a bajnokságot a koronavírus-járvány miatt bekövetkezett gazdasági problémái miatt.

### Autó
Az versenyautót a Jaguar Land Rover fejlesztette ki. Az I-PACE mind a közúti, mind a versenyautók elektromos hajtástechnikáját, amelyet a Jaguar Racing I-TYPE Formula–E programjának részeként hoztak létre.
2018. január 11-én bejelentették, hogy a Michelin lett a sorozat hivatalos gumiabroncs beszállítója.

### Lebonyolítás
A naptárban található összes forduló a Formula–E keretein belül került megrendezésre. Péntekenként gurultak először pályára az autók és a versenyzők. Szombaton rendezték a 30 perces időmérő edzést, illetve a 25 perces +1 körös versenyt. 

### Csapatok és versenyzők
A sorozatban 3 osztály működött: Pro, Pro-Am és a Guest, azaz a Vendég pilóták számára kiírt kategória. A bajnoki pontokra kizárólag a Pro és Pro-Am-ben indulók voltakjogosultak. A Vendég versenyzők nem részesülhettek egységekben.
A VIP versenyzők minden hétvégén az #1-es rajtszámú Jaguar VIP Car volánjain belül vehettek részt. Általában minden futamra más-más versenyző töltötte be ezt a pozíciót.
| Szezon  | Dátum               | ePrix                     | Versenyző        | Helyezés |
| ------- | ------------------- | ------------------------- | ---------------- | -------- |
| 2018–19 | 2018. december 15.  | Rijád ePrix               | Alice Powell     | 5        |
| 2018–19 | 2019. február 19.   | Mexikóváros ePrix         | Salvador Durán   | Ki       |
| 2018–19 | 2019. március 10.   | Hongkong ePrix            | Darryl O'Young   | 6        |
| 2018–19 | 2019 március 23.    | Sanya ePrix               | David Cheng      | 7        |
| 2018–19 | 2019. április 13.   | Róma ePrix                | Luca Salvadori   | 8        |
| 2018–19 | 2019. április 27.   | Párizs ePrix              | Archie Hamilton  | Ki       |
| 2018–19 | 2019. május 11.     | Monte-Carlo ePrix         | Anthony Beltoise | 7        |
| 2018–19 | 2019. május 25.     | Berlin ePrix              | Jens Dralle      | 10       |
| 2018–19 | 2019. július 13.    | New York ePrix 1. verseny | Mark Hacking     | Ki       |
| 2018–19 | 2019. július 14.    | New York ePrix 2. verseny | Mark Hacking     | Ni       |
| 2019–20 | 2019. november 22.  | Rijád ePrix 1. verseny    | Reema Juffali    | 10       |
| 2019–20 | 2019. november 22.  | Rijád ePrix 1. verseny    | Abbie Eaton      | 5        |
| 2019–20 | 2019. november 23.  | Rijád ePrix 2. verseny    | Reema Juffali    | Ki       |
| 2019–20 | 2019. november 23.  | Rijád ePrix 2. verseny    | Abbie Eaton      | 4        |
| 2019–20 | 2020. február 15.   | Mexikóváros ePrix         | Mario Domínguez  | 3        |
| 2019–20 | 2020. augusztus 5.  | Berlin ePrix              | Oliver Webb      | 5        |
| 2019–20 | 2020. augusztus 6.  | Berlin ePrix              | Oliver Webb      | 4        |
| 2019–20 | 2020. augusztus 8.  | Berlin ePrix              | Abbie Eaton      | 8        |
| 2019–20 | 2020. augusztus 9.  | Berlin ePrix              | Abbie Eaton      | 6        |
| 2019–20 | 2020. augusztus 9.  | Berlin ePrix              | Abbie Eaton      | 6        |
| 2019–20 | 2020. augusztus 12. | Berlin ePrix              | Jessica Hawkins  | 11       |
| 2019–20 | 2020. augusztus 12. | Berlin ePrix              | Sven Förster     | 12       |
| 2019–20 | 2020. augusztus 13. | Berlin ePrix              | Jessica Hawkins  | 10       |
| 2019–20 | 2020. augusztus 13. | Berlin ePrix              | Sven Förster     | 9        |

## Bajnokok
| Szezon  | Kategória | Bajnokok        | Csapat               | Verseny | Pole-pozíció | Győzelem | Dobogós helyezés | Pont |
| ------- | --------- | --------------- | -------------------- | ------- | ------------ | -------- | ---------------- | ---- |
| 2018–19 | Pro       | Sérgio Jimenez  | Jaguar Brazil Racing | 10      | 3            | 3        | 9                | 149  |
| 2018–19 | Pro-Am    | Bandar Alesayi  | Saudi Racing         | 10      | 7            | 5        | 8                | 155  |
| 2019–20 | Pro       | Simon Evans     | Team Asia New Zeland | 10      | 1            | 4        | 10               | 163  |
| 2019–20 | Pro-Am    | Fahad Algosaibi | Saudi Racing         | 10      | 6            | 6        | 9                | 171  |